# قناة مدرستنا 1
قناة مدرستنا 1 هي قناة تعليمية مصرية أطلقتها وزارة التربية والتعليم والتعليم الفني المصرية في ظل أزمة كورونا في إطار التعلم عن بعد وتعرض برامج للصف الرابع الابتدائي حتى السادس الابتدائي إلى جانب المنصات الإلكترونية.

## انظر أيضّاً
- مدرستنا 2
- مدرستنا 3
- قناة مصر التعليمية
- التعليم في مصر